# Luchthaven Kindu
De Luchthaven van Kindu (IATA: KND, ICAO: FZOA) is een luchthaven in Congo-Kinshasa bij de stad Kindu.

## Maatschappijen en bestemmingen
- Congo Airways - Goma, Kinshasa, Kisangani
- Compagnie Africaine d'Aviation (Bukavu, Kinshasa)